# روسيل واتكينسون
روسيل وتكينسون (بالإنجليزية: Russell Watkinson)‏(وُلد في 3 من كانون الثاني في عام 1977) هو لاعب كرة قدم إنجليزي سابق، لعب كخط وسط أثناء مشاركته مع فريق ساوثهامبتون (نادي إنجليزي). ظهر وتكينسون مرتين كبديل في الدوري الإنجليزي الممتاز ضد فريقيّ توتنهام هوتسبير وميدلزبره.